# Фауст Вранчич

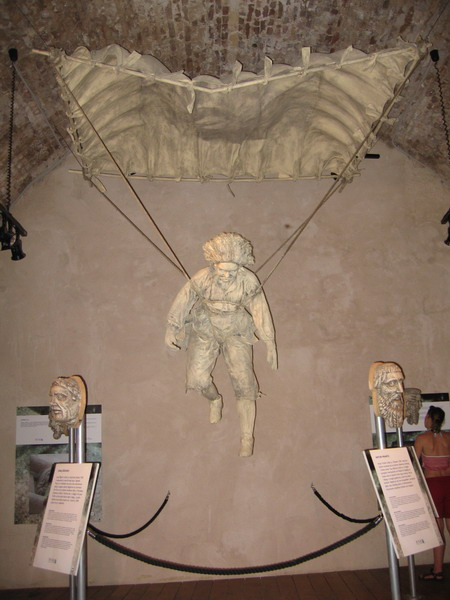
Експонат в музеї Вранчича в Шибенику

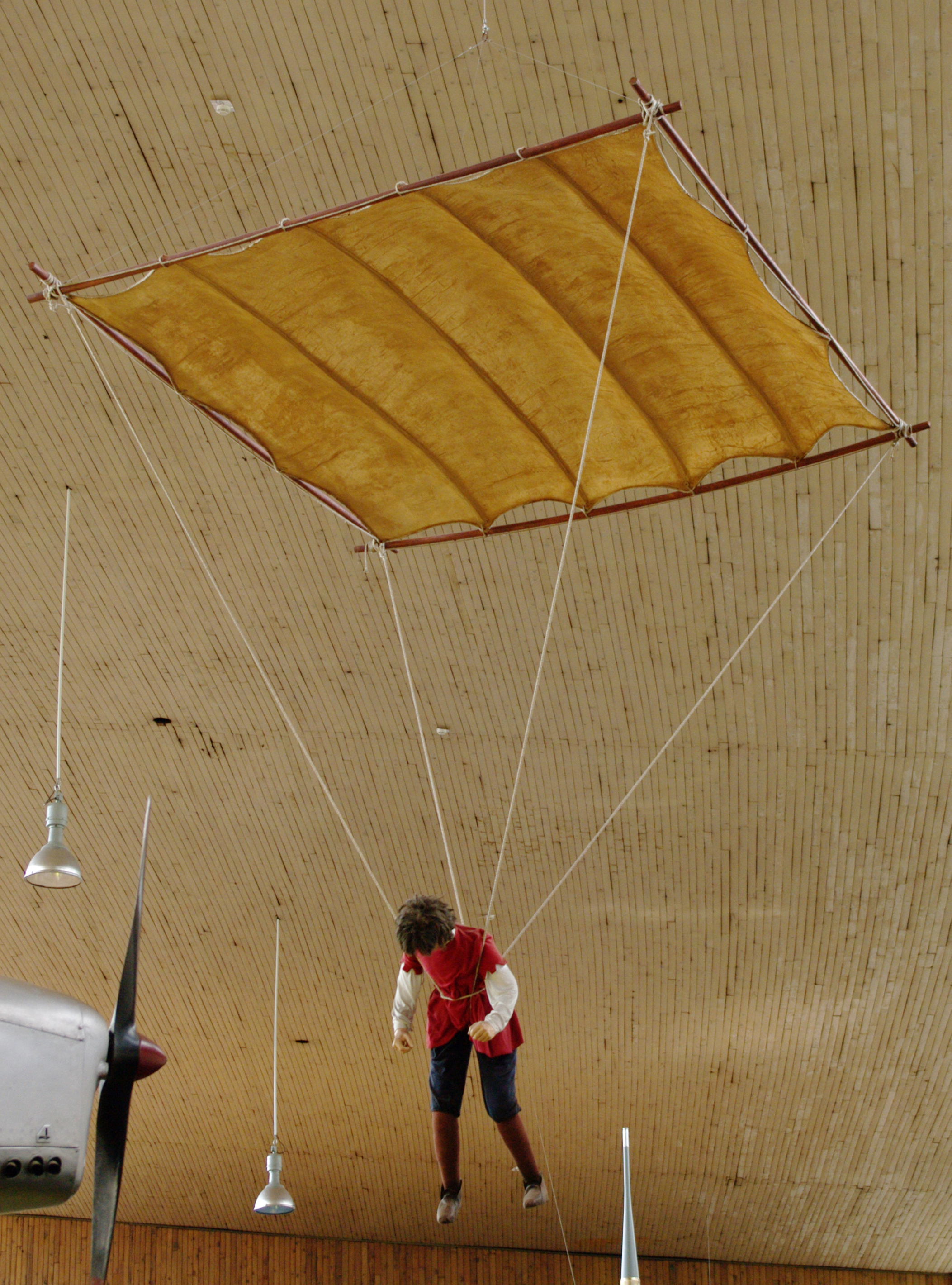
Експонат в Загребському технічному музеї

Фауст Вранчич (1 січня 1551 , Шибеник  — 27 січня 1617 , Венеція )) (хорв. Faust Vrančić, італ. Fausto Veranzio) — універсальний хорватський науковець епохи пізнього ренесансу, перша людина, яка успішно випробувала парашут.

## Наукові винаходи
Фауст Вранчич створив перший словник п'яти мов (Dictionarium quinque nobilissimarum Europeae linguarum; Latinae, Italicae, Germanicae, Dalmaticae et Hungaricae), виданий в Венеції в 1595.
Ф. Вранчич не є винахідником ідеї парашута, чиї корені йдуть в східну традицію. Перший європейський ескіз парашута зберігається в Британському Музеї, і датується другою половиною XV століття. Один з найвідоміших начерків парашута належить Леонардо да Вінчі, з ескізів якого Вранчич і зібрав свою модель парашута. Існує легенда що Вранчич успішно випробував модель парашуту в 1617. Згідно з легендою, він стрибнув із дзвіниці в Братиславі висотою 86 м, використовуючи натягнуту на дерев'яну раму тканину розмірами 6x6 метрів. Пізніше він повторював свої стрибки, насамперед у Венеції, проте жодних доказів на підтвердження цієї легенди не існує.
Крім цього, Ф. Вранчич вперше розробив плани залізного підвісного моста. Побудовано такі мости були, однак, лише в XVIII столітті.

## Родина
Дядьком Ф.Вранчича був відомий релігійний діяч, єпископ Антун Вранчич.